# Strada statale 629 di Angera
La strada provinciale 69 di Santa Caterina (SP 69) precedentemente chiamata Strada Statale 629 di Angera , è una strada provinciale italiana che si sviluppa nella provincia di Varese. Attualmente, costeggia la sponda sud orientale del lago Maggiore.
La denominazione SS 629 è stata utilizzata per la Strada statale 629 del Lago di Monate

## Percorso
La strada ha inizio a Sesto Calende, distaccandosi dalla strada statale 33 del Sempione. Prosegue in direzione nord-ovest e raggiunge la frazione di Lisanza e sfiora il centro abitato di Angera. Continuando in direzione nord, attraversa Ispra e le frazioni di Arolo, Cellina, Reno e Cerro, prima di terminare nel centro abitato di Laveno-Mombello.

## Storia
Già contemplata nel piano generale delle strade aventi i requisiti di statale del 1959, è
solo col decreto del Ministro dei lavori pubblici del 10 luglio 1971 che viene elevata a rango di statale con i seguenti capisaldi d'itinerario: "Innesto strada statale n. 33 a Sesto Calende - Ispra - Laveno-Mombello".
A seguito del decreto del Ministro dei lavori pubblici, la strada viene declassificata a provinciale nell'ottica di classificare la nuova strada statale 629 del Lago di Monate che garantiva un collegamento più veloce.